# Speedcore
Cet article concerne un sous-genre de la techno hardcore. Pour le genre orienté punk hardcore, voir thrashcore.
Genres dérivés
Extratone, splittercore, flashcore
Genres associés
Breakcore, terrorcore
Le speedcore est un genre musical dérivé de la techno hardcore, directement influencé par la musique gabber, caractérisé par un BPM très rapide et frénétique (220 ou plus) et un thème habituellement agressif. Ce genre marque un certain retour vers la musique industrielle : musique bruitiste, anticonformisme, expérimentations, parfois avec la volonté de ne faire que du bruit et de choquer les auditeurs ou parfois, au contraire, dans sa forme psychédélique extrêmement travaillée, de faire entrer les auditeurs en transe.

## Histoire
Les prémices du speedcore peuvent être retracées au milieu des années 1990 après la création des musiques techno hardcore et gabber aux Pays-Bas. À leur émergence, dont la popularité s'étend grâce à des festivals à succès tels que Thunderdome, ces musiques se caractérisent déjà par un tempo très rapide.
Les premiers morceaux de musique speedcore, produits en Belgique et en Allemagne, atteignent pour l'époque 200 à 250 BPM, une moyenne de vitesse considérée comme la limite des genres apparentés comme le hardcore, le terrorcore (sur la scène allemande) et le frenchcore. Les artistes notoires qui ont aidé à la popularisation du genre incluent notamment : Gabba Front Berlin, M1dy,, Hong Kong Violence, Noisekick, Paranoizer, et Bonehead, La Peste (Hangars Liquides). Le speedcore se répand en France et aux Pays-Bas, grâce, entre autres, à la compositrice belge Liza 'N' Eliaz, surnommée la « reine de la terreur » (queen of terror),. L'un des titres speedcore reconnaissables chez les connaisseurs s'intitule Summer par Sorcerer paru en 1993.
Il existe un bon nombre de sous-genres du speedcore, notables mais que très peu notoires, tels que le speedcore oldschool (Gabba Front Berlin), le speedcore psychédélique (principalement produit par le label Hangars Liquides), le splittercore (qui reproduit le bruit d'une mitraillette avec le tempo et le kick) parfois nommé nosebleed au début du XXIe siècle, ou encore l'extratone (produit à 3 600 BPM lorsque la ligne de kicks produit un son continu, avec des artistes tels l'allemand Nihil Fist ou encore le français Lawrencium). Dès le XXIe siècle, le speedcore se popularise et s'exporte hors des frontières européennes ; il donne naissance à des labels tels que Canadian Speedcore Resistance (CSR) au Canada, et Maddest Chick'N Dom au Japon pendant les années 2000.
Depuis le début des années 2010, le genre reste marginalisé avec des scènes éparses dans des pays comme la Pologne, le Canada et le Japon. Il reste néanmoins plus populaire que dans les années 2000 avec la naissance de nombreux labels indépendants exclusivement axé sur le speedcore.

## Caractéristiques
Le speedcore se caractérise généralement par un tempo rapide oscillant entre 200 et 300 BPM, ou simplement à plus de 300 BPM. En général, le tempo du speedcore ne peut descendre au-dessous de 240 BPM. Aucune voix n'est utilisée, ou presque inutilisée, dans ce genre musical. La plupart des producteurs créeront une ligne de kicks tellement distordue qu'il sera presque similaire à l'un des kicks créés dans le gabber,.

## Sous-genres
Il existe des sous-genres musicaux, plus répandus dans la scène underground, orientés ou similaire au speedcore. Ces sous-genres, comme pour le speedcore, excèdent un certain tempo caractéristique.

### Splittercore
Le premier du genre inclut le splittercore, un style musical identique à celui du speedcore mais oscillant entre 600 et 1 000 BPM,. Le genre est surtout identifiable par ses kicks qui sont joués tel qu'une machine gun.

### Extratone
Un style similaire au splittercore, cette fois, nommé extratone, excède 1 000 BPM (voir plus de 3 600 BPM lorsque la ligne de kicks produit un son continu). Il arrive souvent que le speedcore, le splittercore et l'extratone soient mélangés au sein d'un morceau.
Certains artistes poussent son BPM plus haut, allant jusqu'à plus de 15000 BPM, le nommant ainsi supertone, et jusqu'à 1200000 BPM, le nommant hypertone, l'un des genres de musiques les plus rapides qui existent.

### Flashcore
Le flashcore est un genre issu du speedcore, de l'industrial hardcore et de l'intelligent dance music. Bien qu'il soit à l'origine lié au speedcore, le flashcore se définit par ses structures avant-gardistes complexes et ses sons abstraits, ce qui le rend plus proche de la musique électroacoustique et de la musique expérimentale que de n'importe quel genre de EDM. La plupart des œuvres du genre se concentrent sur des paysages sonores intenses, rythmiques et stratifiés.